# Hans Christian Johansen (historiker)
 For alternative betydninger, se Hans Christian Johansen. (Se også artikler, som begynder med Hans Christian Johansen)
Hans Christian Johansen (født d. 27. juni 1935) er en dansk økonom (dr.oecon.), som i perioden 1970 til 2003 var professor i økonomisk historie ved Odense Universitet (siden 1998: Syddansk Universitet). Johansen har været gæsteprofessor ved bl.a. University of Cambridge og Universitetet i Oslo. Han er medlem af Det Norske Videnskaps-Akademi.

## Formidling af forskning
Til professor emeritus, dr.oecon. Hans Chr. Johansens formidling af sin forskning hører, at han har skrevet 132 artikler på lex.dk.

## Publikationer (uddrag)
(1962) Den økonomiske og sociale udvikling i Danmark 1864-1901. Højres Fond
(1968) Dansk økonomisk politik i årene efter 1784 : Reformår 784-1788. Universitetsforlaget
(1975) Befolkningsudvikling og familiestruktur i det 18. århundrede. Odense University Press. ISBN 87-7492-126-6
(1976) Studier i dansk befolkningshistorie 1750-1890. Odense Universitetsforlag. ISBN 87-7492-156-8
(1976) Videregående statistik for historikere. Odense Universitet, Institut for Historie og Samfundsvidenskab
(1980) Dansk økonomisk politik i årene efter 1784 : Krigsfinansieringsproblemer 1789-93. Universitetsforlaget i Aarhus, Jysk Selskab for Historie. ISBN 87-504-0456-3. Bind 1 og 2
(1980) Udenrigshandel og betalingsbalance. 4. udgave. Erhvervsøkonomisk Forlag, Nyt Nordisk Forlag. ISBN 87-17-03355-1
(1981) sammen med Per Boje: Mekaniseringen af dansk tekstilindustri 1850-1914 : belyst ved eksempler fra Odense. Universitetsforlaget
(1982) Dåbsregistret 1741-1801 for udvalgte landsogne. Dansk Data Arkiv
(1983) Næring og bystyre, Odense 1700-1789. Odense Kommune. ISBN 8774924540, 8774923021
(1983) sammen med Per Boje og Anders Monrad Møller: Fabrik og bolig : det industrielle miljø i Odense 1840-1940. Odense Universitetsforlag. ISBN 87-7492-404-4
(1983) Shipping and trade between the Baltic area and Western Europe 1784-95. Odense University Press (engelsk)
(1985) Dansk historisk statistik 1814-1980. Gyldendal. ISBN 87-00-94374-6
(1987) Danish economy in the twentieth century. Croom Helm. ISBN 0-7099-1458-X (engelsk)
(1988) Indledende erhvervsøkonomi : optimering. Institut for Virksomhedsledelse
(1988) sammen med Steen Carl Nielsen: Økonomidata. Systime
(1989) Gennem forandring til fremskridt : Aalborg Portlands udvikling 1972-89. Aalborg Portland. ISBN 87-980816-7-5
(1989) sammen med Poul Thestrup: Odenseejendomme før 1884 : arkivvejledning til ejendomshistorie. Landsarkivet for Fyn. ISBN 87-7497-115-8
(1992) En koncern i udvikling : 1942-92. Alm. Brand af 1792. ISBN 87-00-11728-5
(1993) sammen med Per Madsen og Ole Degn: Tre danske kystsamfund i det 19. århundrede. Odense Universitetsforlag. ISBN 87-7492-980-1
(1998) sammen med Per Boje: En dansk nicheproduktion : historien om Lactosan-Sanovo Holding A/S. Odense Universitetsforlag. ISBN 87-7838-355-2
(2004) sammen med Anders Monrad Møller: Fonde som fundament for dansk industri. Syddansk Universitetsforlag. ISBN 87-7838-992-5